# ولدورتهی
ولدورتهی (به انگلیسی: Veldurthi) یک منطقهٔ مسکونی در هند است که در کورنوول واقع شده‌است.

## خصوصیات
ولدورتهی ۵ کیلومترمربع مساحت و ۲۲٬۵۰۰ نفر جمعیت دارد و ۳۴۷ متر بالاتر از سطح دریا واقع شده‌است.